# الأكاديمية اللاتفية للعلوم
الأكاديمية اللاتفية للعلوم (باللاتفية: Latvijas Zinātņu akadēmija)، هي أكاديمية علوم، وناطحة سحاب، و‌معلم جذب سياحي، تأسست في 1945، في لاتفيا.